# Saule de Suisse
Salix helvetica
Espèce
Classification APG III (2009)
Le saule de Suisse (Salix helvetica) est une espèce de saule, plante à fleurs de la famille des Salicacées. C'est un petit arbrisseau qui compte parmi les espèces de saules les plus répandues dans les Alpes suisses. Toutefois, son aire de répartition ne se limite pas à la Suisse. Il pousse également dans les Alpes françaises, en Italie septentrionale, au Tyrol, en Écosse et en Norvège.

## Description

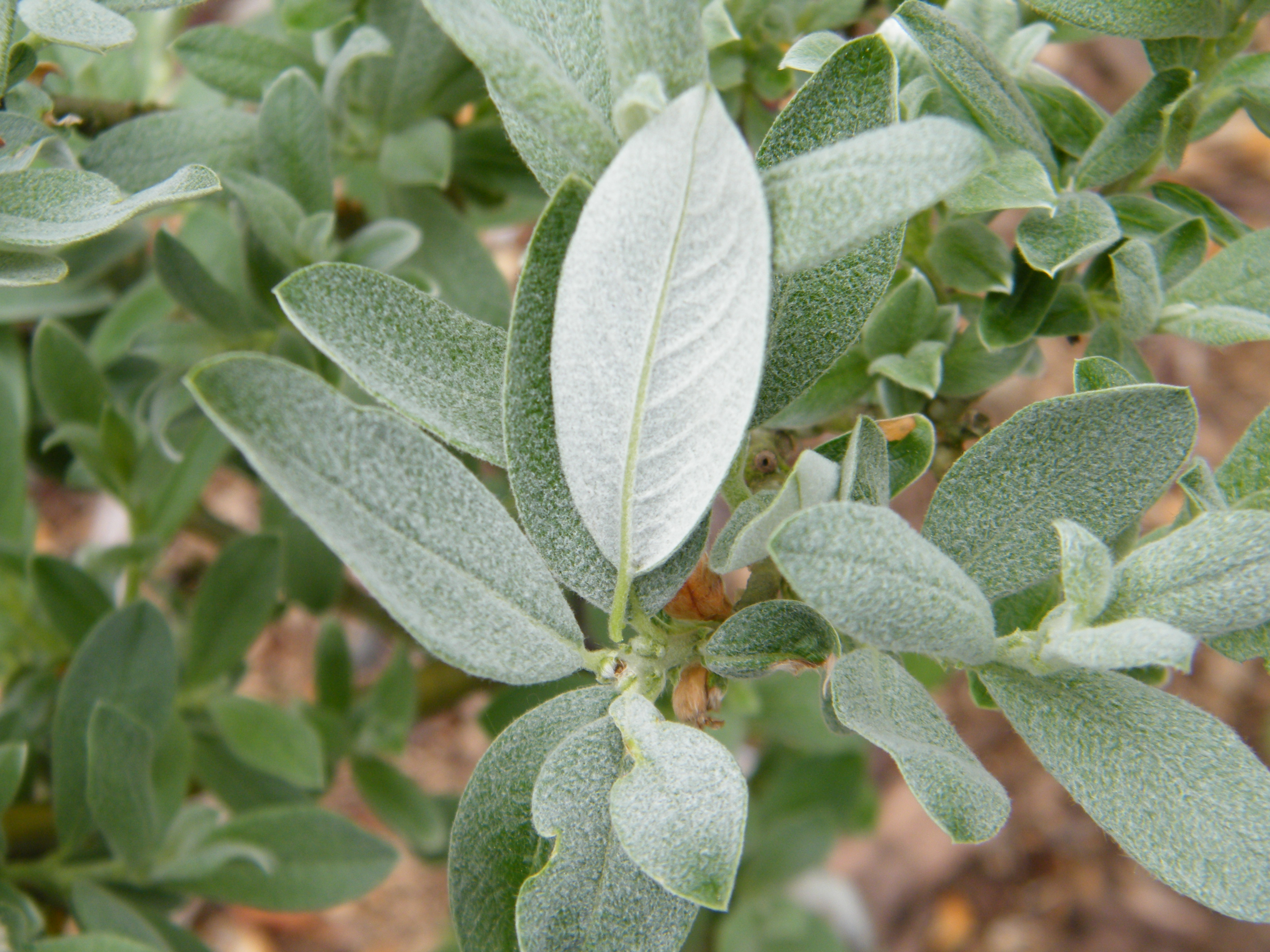
Dessus et dessous des feuilles.
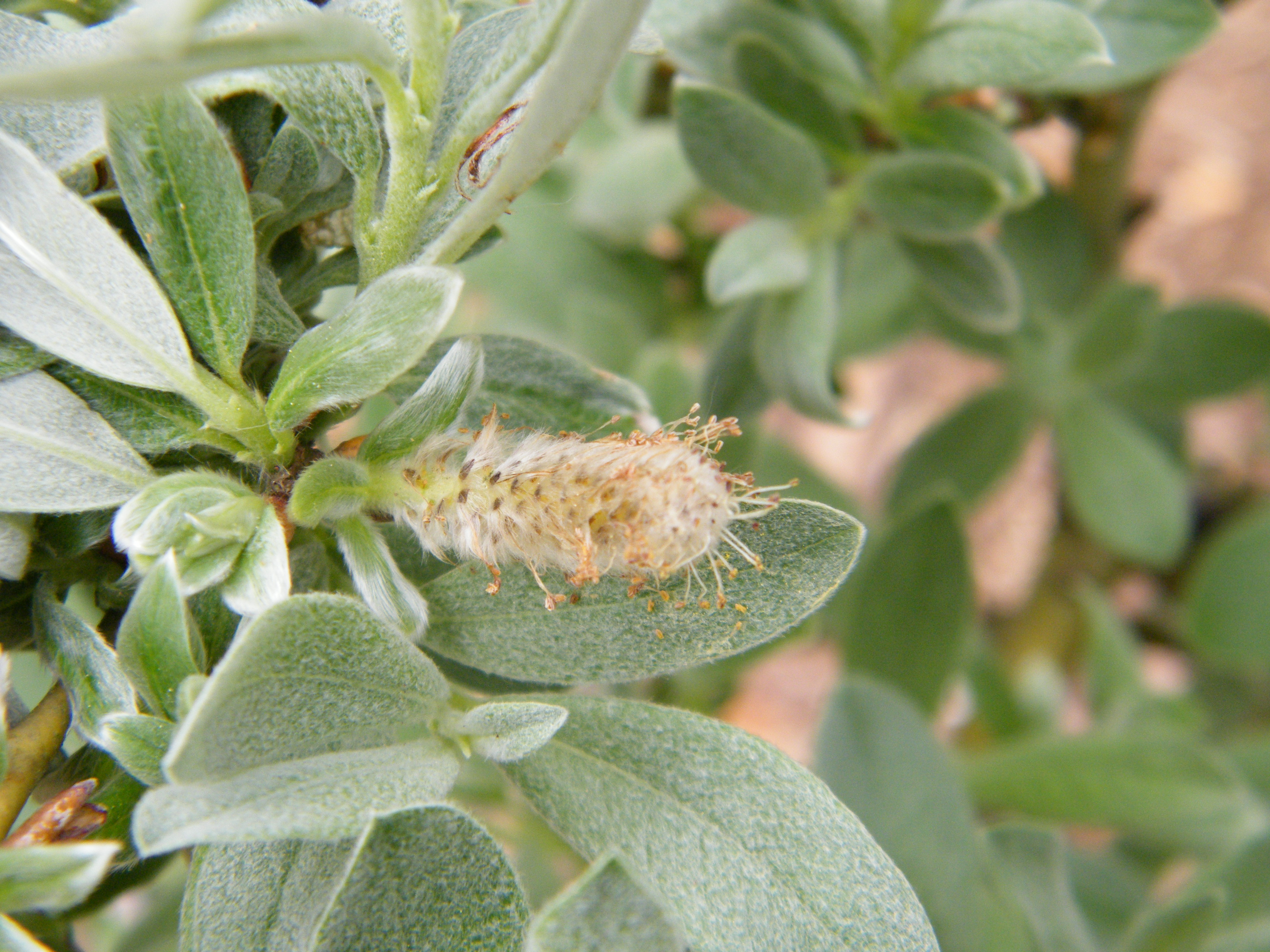
Chaton mâle, les anthères ont viré du rouge au brun.
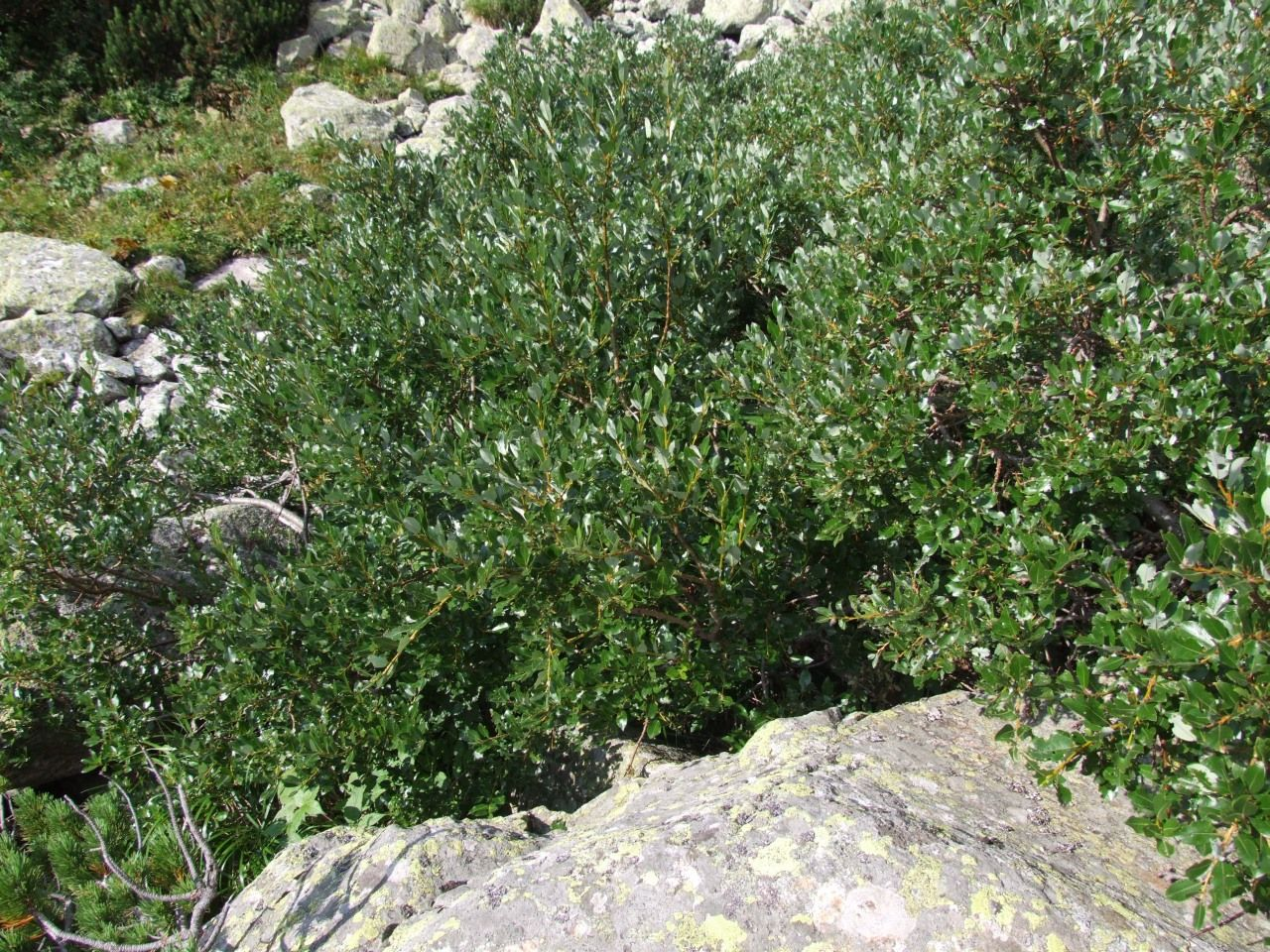
Salix helvetica.

Le saule de Suisse se présente comme un sous-arbrisseau poussant à la verticale. Ses poils soyeux confèrent à la plante un aspect argenté, qui est en fait d'un vert soutenu, d'une couleur gris-vert. Avec une hauteur d'environ 100 à 150 centimètres et une largeur entre 120 et 140 centimètres, le saule de Suisse montre une silhouette arrondie. Il possède des branches courtes.
Ce taxon est protégé en France métropolitaine.
À titre décoratif, certaines jardineries proposent des sujets greffés en tête.

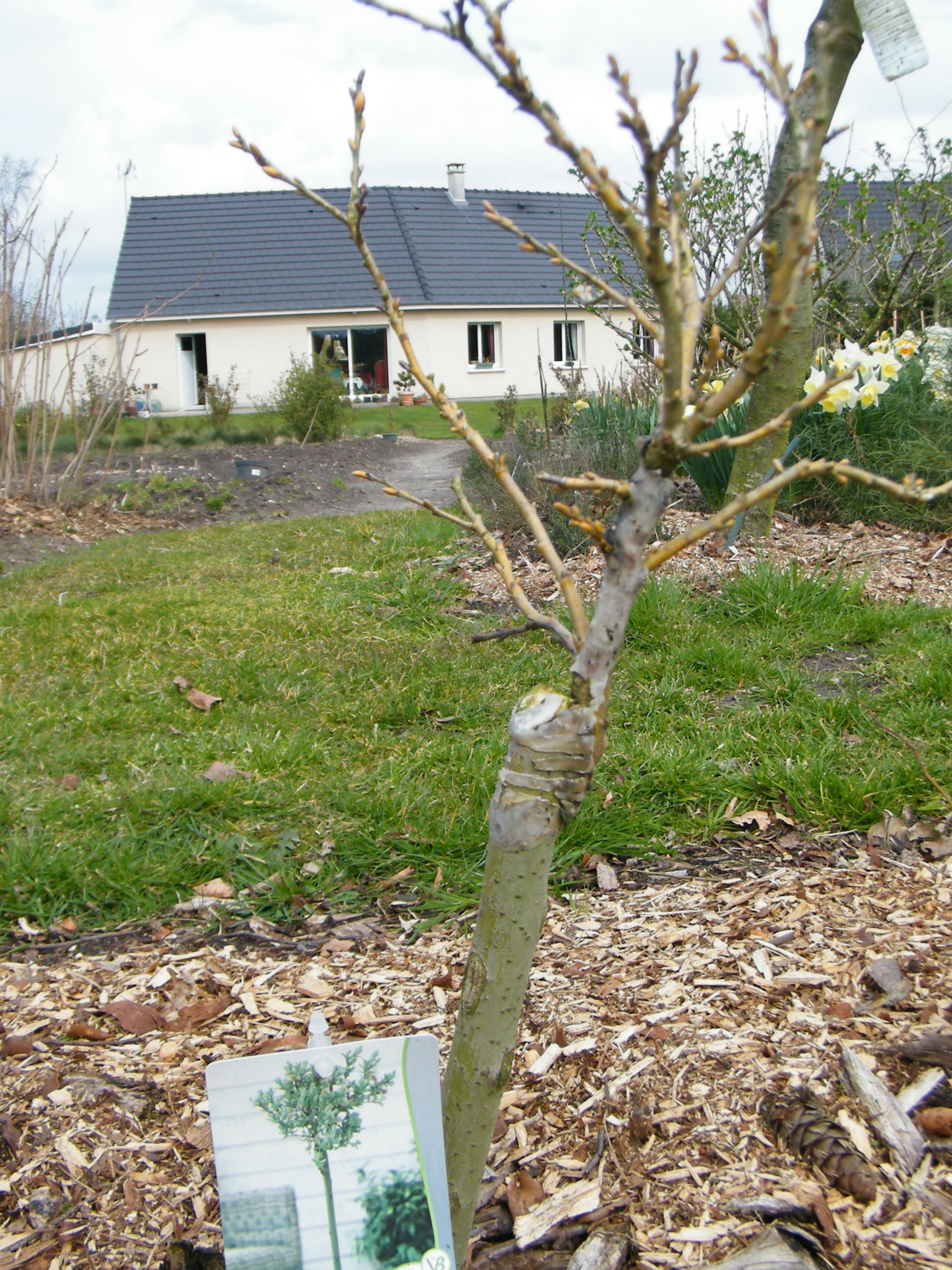
Forme cultivée, greffée en tête.